# Roger Beaufrand
Roger Beaufrand (Parijs, 25 september 1908 – Béziers, 14 maart 2007) was een Frans wielrenner.

## Loopbaan

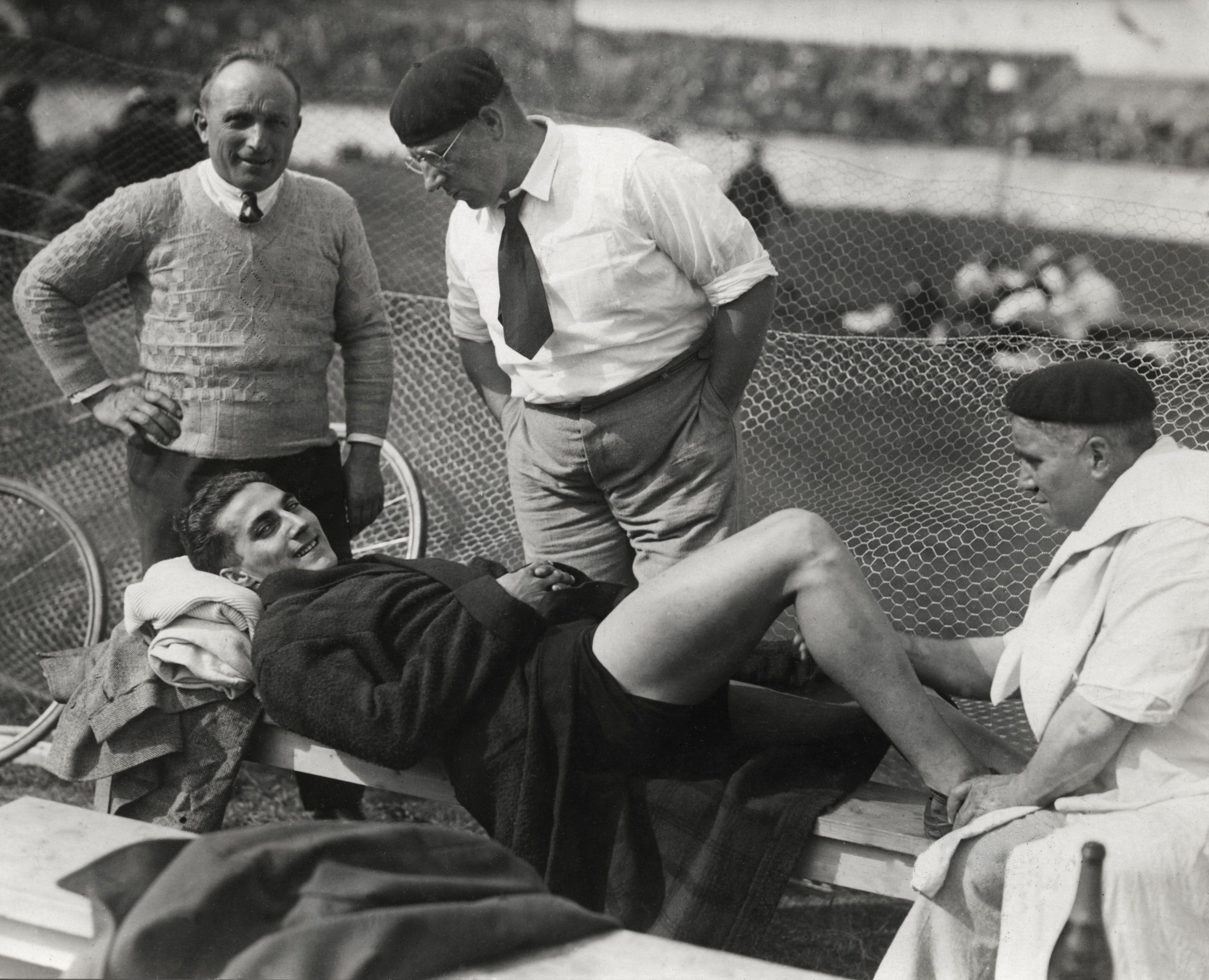
Roger Beaufrand op de Olympische Spelen van 1928

Beaufrand won, op een leeftijd van 19 jaar, op 7 augustus een gouden medaille op de Olympische Spelen van 1928 op het onderdeel sprint bij het baanwielrennen door de Nederlander Toine Mazairac in de finale te verslaan. Ook won hij tweemaal de nationale titel en behaalde 100 Grand Prix-overwinningen.
De laatste jaren van zijn leven was hij 's werelds oudste nog levende Olympisch kampioen. In die hoedanigheid volgde hij de Pakistaanse hockeyspeler Feroze Khan op. Een paar weken voor zijn dood werd hij onderscheiden door mede-olympisch kampioen Jean-Claude Killy met de "Legion of Honour".
1896: Paul Masson ·
1900: Albert Taillandier ·
1920: Maurice Peeters ·
1924: Lucien Michard ·
1928: Roger Beaufrand ·
1932: Jacques van Egmond ·
1936: Toni Merkens ·
1948: Mario Ghella ·
1952: Enzo Sacchi ·
1956: Michel Rousseau ·
1960: Sante Gaiardoni ·
1964: Giovanni Pettenella ·
1968: Daniel Morelon ·
1972: Daniel Morelon ·
1976: Anton Tkáč ·
1980: Lutz Heßlich ·
1984: Mark Gorski ·
1988: Lutz Heßlich ·
1992: Jens Fiedler ·
1996: Jens Fiedler ·
2000: Marty Nothstein ·
2004: Ryan Bayley ·
2008: Chris Hoy · 
2012: Jason Kenny · 
2016: Jason Kenny · 
2020: Harrie Lavreysen · 
2024: Harrie Lavreysen
- Bibliothèque nationale de France: cb17738132s (data)
- Virtual International Authority File: 6151152865747204940007